# Mathias Petry
Mathias Petry (* 1964 in Stade) ist ein deutscher Schriftsteller, Journalist und Musiker.

## Leben
Mathias Petry kam als Kind nach Bayern. Schon vor dem Abitur begann er, als Journalist für Tageszeitungen, Lokalradio und später auch Lokalfernsehen zu arbeiten. Seit 1987 ist er Redakteur. 2015 erschien sein erster satirischer Roman „Hudlhub“, der mittlerweile die dritte Auflage erreicht hat. Mit der gleichnamigen Band – Hudlhub – tritt er seither auf vielen bayerischen Kleinkunstbühnen auf. Davor hatte er immer wieder Sachbücher und Buchbeiträge veröffentlicht. Mathias Petry lebt mit seiner Familie im Landkreis Pfaffenhofen an der Ilm.

## Werke

### Buchveröffentlichungen (Auswahl)
- Gailing – ein verschwörerisch-kurioser Heimatroman (SüdOst-Verlag, 1. Auflage 2019), ISBN 978-3-95587-749-1.
- Kainegg – ein mörderisch-kurioser Heimatroman (SüdOst-Verlag, 2. Auflage 2018), ISBN 978-3-95587-715-6.
- Hudlhub – ein kriminell-kurioser Heimatroman (SüdOst-Verlag, 3. Auflage 2018), ISBN 978-3866467941.
- Zurückbleiben bitte! (mit Helmut Zöpfl), SüdOst-Verlag Regenstauf 2017, ISBN 978-3866467927
- Hinterkaifeck – Ein Kriminalfall mit sechs Toten (mit Christian Silvester), Donaukurier-Verlag Ingolstadt 2017, ISBN 978-3-936808-20-9.
- Tiere kommen in den Himmel (mit Helmut Zöpfl), Rosenheimer Verlag Rosenheim 2012, ISBN 978-3-475-54130-8.

### CD-Veröffentlichungen (Auswahl)
- „Komm mit mir“ mit Hudlhub, Donnerwetter-Musik, 2019
- "Hudlhub - Der Soundtrack", Donnerwetter-Musik/Cargo Records, 2015/2020
- "Alpenpower Bayern Vol. 3" mit Hudlhub, Donnerwetter-Musik, 2014